# Не твоё дело
«Не твоё дело» — московская синти-поп группа. Коллектив состоит из экс-участников группы «Manicure» Жоры Кушнаренко, Анны Айрапетовой, Ильдара Иксанова.

## История
Идея о создании группы принадлежит Жоре Кушнаренко, у которого в определённый момент «появилось много песен от женского лица». Он предложил Анне Айрапетовой принять участие в сольной работе над его музыкой.
В 2015 году на YouTube появились два клипа с девушкой, выступающей в небольшом кафе Светлогорска среди малочисленных посетителей. Через некоторое время в исполнительнице узнали экс-участницу группы Manicure Анну Айрапетову.

## Состав
- Анна Айрапетова — соло, синтезаторные партии;
- Жора Кушнаренко — текст, музыка, визуальное представление;
- Ильдар Иксанов — ритм-секция.

## Дискография
- Best hits (2016)

## Клипы
- Я буду рядом
- Мне всё равно
- Ложь

## Саундтреки
Песни «Я буду рядом», «В диско-баре» и «Мне всё равно» были использованы в художественном фильме «Как Витька Чеснок вёз Лёху Штыря в дом инвалидов».
Песня «Я буду рядом» была использована в художественном фильме «Молодой человек».